# Алексис Фоукс
Алексис Фоукс (англ. Alexis Fawx, род. 23 июня 1975 года, Пенсильвания, США) — американская порноактриса.

## Биография
Впервые снялась в фильме для взрослых в 35-летнем возрасте в 2010 году и начала карьеру во Флориде. В 2012 году сделала перерыв в съёмках.
В марте 2017 года стала девушкой месяца порносайта Girlsway.
Снялась более чем в 540 фильмах.

## Личная жизнь
Алексис открытая бисексуалка.

## Премии и номинации
| Год  | Церемония         | Результат | Номинация                                             | Работа              |
| ---- | ----------------- | --------- | ----------------------------------------------------- | ------------------- |
| 2017 | AVN Awards        | Номинация | MILF/Cougar актриса года                              | н/д                 |
| 2017 | AVN Awards        | Номинация | Лучшая актриса второго плана                          | Preacher’s Daughter |
| 2017 | Spank Bank Awards | Номинация | Возвращение года                                      | н/д                 |
| 2017 | Spank Bank Awards | Номинация | Самая великолепная MILF                               | н/д                 |
| 2017 | XBIZ Award        | Номинация | MILF актриса года                                     | н/д                 |
| 2017 | XBIZ Award        | Номинация | Лесбийская исполнительница года                       | н/д                 |
| 2017 | XBIZ Award        | Номинация | Лучшая актриса второго плана                          | Preacher’s Daughter |
| 2017 | XRCO Award        | Номинация | MILF актриса года                                     | н/д                 |
| 2018 | AVN Awards        | Номинация | MILF/Cougar актриса года                              | н/д                 |
| 2018 | AVN Awards        | Номинация | Лучшая актриса                                        | Fantasy Factory     |
| 2018 | AVN Awards        | Номинация | Приз зрительских симпатий: самая горячая MILF         | н/д                 |
| 2018 | AVN Awards        | Номинация | Приз зрительских симпатий: медиазвезда                | н/д                 |
| 2018 | XBIZ Award        | Номинация | MILF актриса года                                     | н/д                 |
| 2018 | XBIZ Award        | Номинация | Лучшая сексуальная сцена во всем секс-фильме          | Broken Vows 2       |
| 2018 | XBIZ Award        | Номинация | Лучшая сексуальная сцена в парном фильме или тематике | Inner Demons        |